# Strzybnica (gmina)
Strzybnica – dawna gmina wiejska istniejąca w latach 1945–1954 w woj. śląskim, katowickim i stalinogrodzkim (dzisiejsze woj. śląskie). Siedzibą władz gminy była Strzybnica (1958–66 osiedle, 1967–75 samodzielne miasto, od 1975 dzielnica Tarnowskich Gór).
Gmina Strzybnica powstała w grudniu 1945 w powiecie tarnogórskim w woj. śląskim (śląsko-dąbrowskim). Według stanu z 1 stycznia 1946 gmina składała się z 4 gromad: Strzybnica, Opatowice, Piaseczna i Rybna. 6 lipca 1950 zmieniono nazwę woj. śląskiego na katowickie, a 9 marca 1953 kolejno na stalinogrodzkie.
Według stanu z 1 lipca 1952 gmina składała się z 3 gromad: Opatowice, Piaseczna i Rybna. Gmina została zniesiona 29 września 1954 wraz z reformą wprowadzającą gromady w miejsce gmin.
Jednostki nie przywrócono 1 stycznia 1973 wraz z kolejną reformą reaktywującą gminy.